# Baronesse (Film)
Baronesse ist ein dänischer Spielfilm von Annelise Reenberg aus dem Jahr 1960. Im deutschsprachigen Raum kam er erst fünf Jahre später in die Kinos.

## Handlung
Die verwitwete Baronin Alvilda von Ravenstein trauert um ihren Sohn, der in Ausübung seines Berufes – er war Autorennfahrer – ums Leben kam. Viel mehr aber schmerzt sie der Gedanke, dass nun ihr großes, jetzt herrenlos gewordenes Erbe einmal ihrer Cousine Clarissa von Rabenfeldt aus der verarmten Nebenlinie und deren Sohn Henning zufallen wird. Letzterer ist zurzeit der Verwalter ihres Besitzes und wohnt mit seiner Mutter neben dem Schloss im Dienstbotenhaus.
Von ihrem Familiennotar erfährt die Baronin, ihr Sohn habe eine nichteheliche Tochter namens Anne. Die junge Dame ist auch bald gefunden; sie arbeitet als Automechanikerin bei der Tankstelle ihres Onkels Lars und dessen Kompagnon Hans, der sie heimlich liebt. Mit diesen beiden Männern zieht sie in das Schloss ihrer Großmutter um. Dort macht Anne bald Bekanntschaft mit ihrer Großtante Henriette, die wegen eines Frevels aus längst vergangenen Tagen dazu verflucht ist, ruhelos im Schloss herumzuspuken.
Annes Erziehung zu einer würdigen Baronesse schreitet nur langsam voran, weil es ihr schwerfällt, sich den ihr auferlegten Regeln unterzuordnen. Während ihr Onkel den Hang zum Küchenpersonal entdeckt, muss der eifersüchtige Hans wehmütig mit ansehen, wie sich nach und nach ein Verhältnis zwischen Anne und Henning anbahnt. Dessen Mutter gelingt es, an das Dokument zu kommen, das Anne zur Baronesse macht. Sie vernichtet es und verkündet bei einem Familienfest die Verlobung ihres Sohnes mit der „falschen“ Baronesse. Die alte Baronin erleidet vor Schreck fast einen Herzinfarkt wegen der Erbschleicherei ihrer Verwandten. Hans ertränkt seinen Liebeskummer im Alkohol.
Das Schlossgespenst Henriette durchschaut rasch die Machenschaften derer von Rabenfeldt und greift nun selbst in das Geschehen ein. Mit der Grandezza einer großen Dame spielt sie dem unglücklichen Hans Annas Taufschein in die Hände. Nun tritt er gegenüber seiner heimlichen Liebe als Retter in der Not auf und übergibt ihr das Beweisstück, das sie als rechtmäßige Baronesse ausweist. Jetzt weiß sie auch, wem ihr Herz gehört. Mutter und Sohn von Rabenfeldt sehen ihre Felle endgültig davonschwimmen.

## Aufnahmeorte
Gedreht wurde in den Saga-Studios. Die Außenaufnahmen entstanden im Renaissanceschloss Borreby und seiner Umgebung auf der Insel Seeland in Dänemark.

## Kritiken
„Erfrischende Komödie mit märchenhaften Zügen.“

„Gelungenes Filmmärchen aus Dänemark von erfrischend heiterem Charme. Ab 16 herzlich zu empfehlen.“

## Quelle
Programm zum Film (Karp-Film/Wenger-Druck, ohne Nummern- und Verlagsangabe)